# Ito Toyo

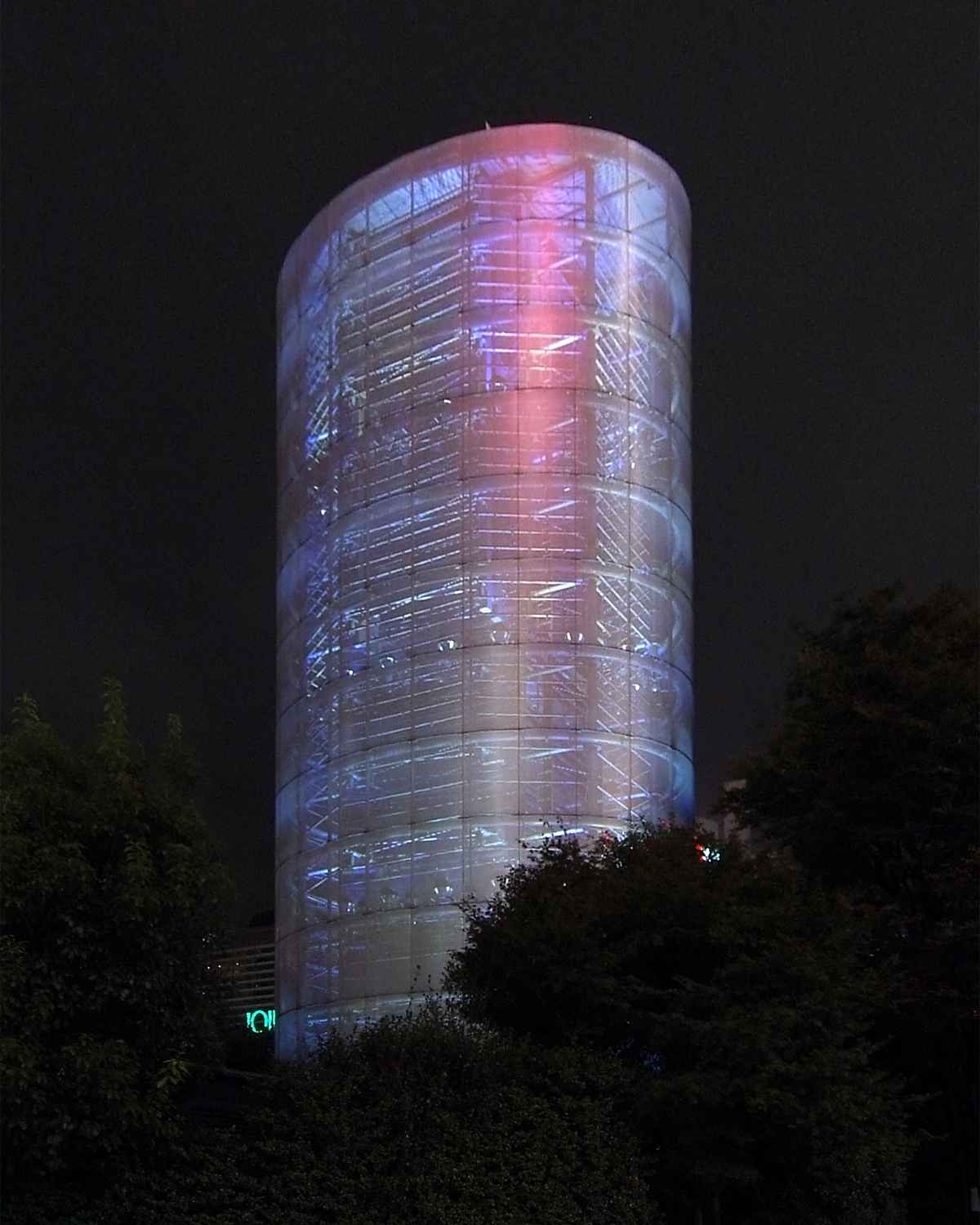
Tháp gió, Yokohama (1986)

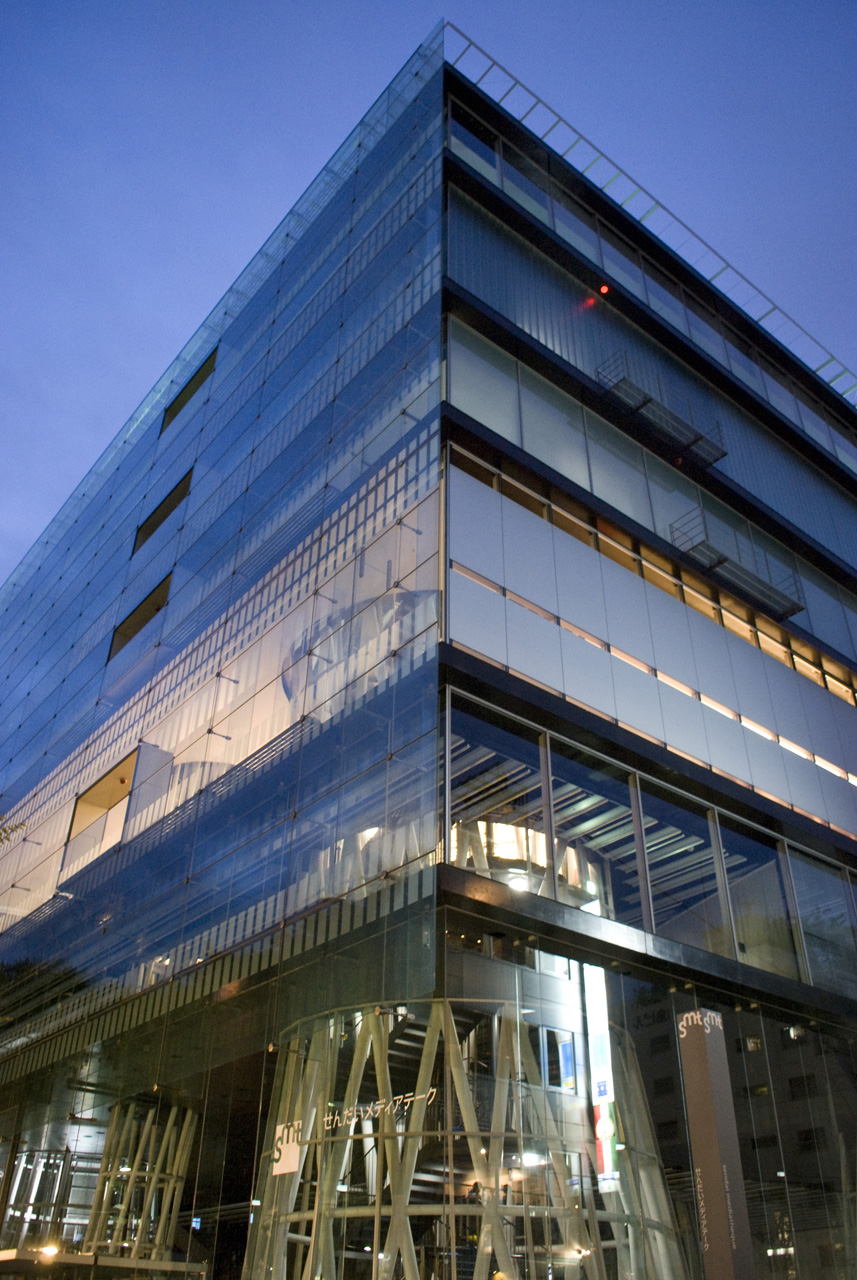
Sendai Mediatheque, (2001)

Ito Toyo (伊东豊雄, Itō Toyoo?, sinh ngày 01 tháng 6 năm 1941) là một kiến trúc sư Nhật Bản nổi tiếng với việc tạo ra kiến trúc khái niệm, trong đó ông tìm cách đồng thời thể hiện thế giới vật chất và ảo. Ông là một số nhân vật tiêu biểu hàng đầu của kiến trúc chú tâm các khái niệm hiện đại của một thành phố "mô phỏng", và đã được gọi là "một trong những kiến trúc sư sáng tạo và có ảnh hưởng nhất của thế giới."
Vào năm 2013, Ito đã được trao tặng giải Pritzker, một trong những giải thưởng kiến trúc uy tín nhất. Ban giám khảo nêu lý do chính cho sự lựa chọn của Toyo Ito trong lần trao giải năm 2013 "Trong suốt sự nghiệp của mình, Toyto Ito đã tạo nên một khối lượng tác phẩm mà kết hợp được những ý tưởng đổi mới với những công trình hoạt động tuyệt vời. Sáng tạo nên những tuyệt phẩm trong suốt 40 năm, ông đã thực hiện thành công các loại công trình như thư viện, nhà ở, công viên, nhà hát, của hàng, văn phòng và các gian hàng, mỗi thể loại công trình ông đều đã mở rộng tính chất của công trình đó. Là một kiến trúc sư có tài năng tuyệt vời, ông đã tập trung cho quá trình tìm kiếm những tiềm năng ở mỗi dự án và mỗi khu đất".
Ito sinh ra ở Seoul trong gia đình cha mẹ là người Nhật Bản vào ngày 01 tháng 6 năm 1941. Năm 1943, ông chuyển đến Nhật Bản cùng với mẹ và hai chị em gái, và tốt nghiệp từ trường Đại học Tokyo khoa Kiến trúc vào năm 1965. Toyo Ito bắt đầu sự nghiệp tại công ty Kiyonori Kikutake & Associates. Vào năm 1971, ông thành lập văn phòng của mình tại Tokyo và đặt tên là Urban Robot (Urbot). Vào năm 1979 ông đổi tên văn phòng thành Toyo Ito & Associates, Architects.
Ông đã nhận được nhiều giải thưởng quốc tế, trong năm 2010, ông đoạt giải Praemium Imperiale lần 22 vinh danh hoang tử Takamatsu, năm 2006, Huy chương Vàng của Hiệp hội kiến trúc sư Hoàng gia Anh, năm 2002 giải thưởng Sư tử vàng dành cho thành tựu trọn đời trong Venice Biennale International Exhibition lần thứ 8. Gọi ông là "tác giả của những công trình vượt thời gian" ban giám khảo Pritzker trích dẫn: "đưa các thiết kế tới một chiều tâm linh và vị chất thơ khiến chúng vượt qua các tác phẩm của chính mình".
Một số công trình tiêu biểu: Nhà chữ U, một trong những dự án đầu tiên của ông vào năm 1971 là một ngôi nhà ở ngoại ô Tokyo có tên gọi "Nhà nhôm", đó là một cấu trúc bao gồm các khung gỗ bao phủ bới vỏ nhôm. Hầu hết các tác phẩm đầu tiên của ông là nhà ở. Sendai Mediatheque, hoàn thành năm 2001 tại thành phố Sendai, Miyagi, Nhật Bản
Một dự án khác của Ito được nhận xét bởi ban giám khảo là tòa nhà TOD’S Omotesando tại Tokyo.